# Aquaponics

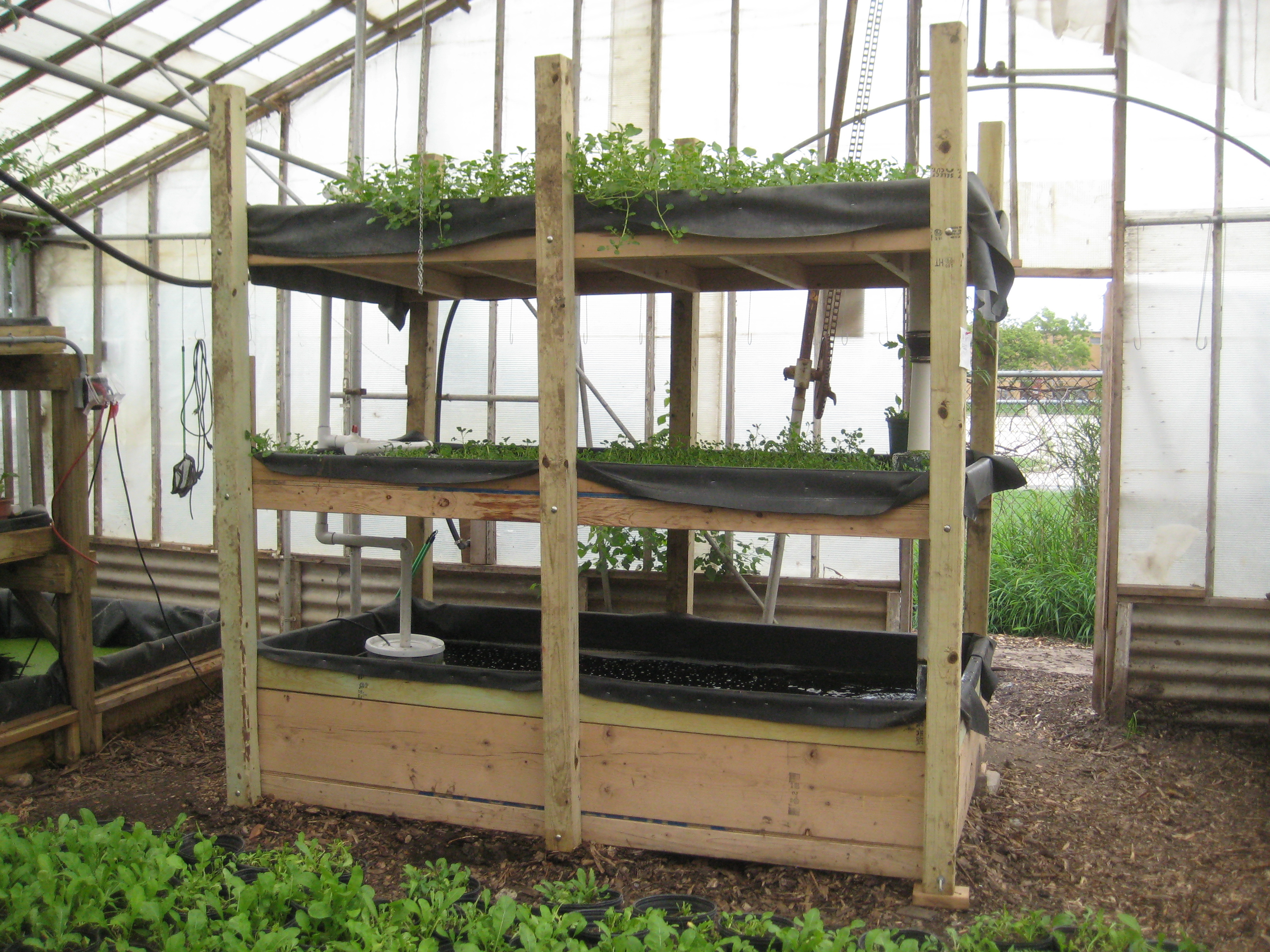
Một hệ thống aquaponics nhỏ. Thuật ngữ aquaponics là từ ghép của aquaculture (nuôi trồng thủy sản) và hydroponic (trồng cây thủy canh).

Aquaponics /ˌækwəˈpɒnɪks/, là một hệ thống sản xuất thực phẩm bằng cách phối hợp giữa nuôi trồng thủy sản thông thường (nuôi các loại thủy sản như ốc, cá, tôm trong bể) với thủy canh (trồng cây trong nước) trong một môi trường cộng sinh. Trong nuôi trồng thủy sản thông thường, chất bài tiết từ các loài động vật thải ra có thể tích lũy trong nước làm tăng độc tính của nước. Trong một hệ thống aquaponics, nước từ một hệ thống nuôi thủy sản được đưa vào một hệ thống thủy canh, ở đó những sản phẩm phụ sẽ bị các vi khuẩn nitrat hóa phân hủy thành các nitrat và nitrit, là những dưỡng chất được cây trồng hấp thụ. Sau đó, nước được tái lưu thông trở lại hệ thống nuôi thủy sản.
Với những kỹ thuật thủy canh và nuôi trồng thủy sản hiện có sẽ thiết lập cơ sở cho tất cả các hệ thống aquaponics, kích thước, độ phức tạp, và các loại thực phẩm được trồng trong một hệ thống aquaponics cũng đa dạng như trong các hệ thống nông nghiệp khác.

## Quy trình
Trong một đơn vị aquaponic, nước từ các chu kỳ thông qua các bộ lọc bể cá, máng trồng cây và sau đó trở lại cho cá. Trong các bộ lọc, các chất thải cá được lấy ra từ nước, đầu tiên sử dụng một bộ lọc cơ học nhằm loại bỏ các chất thải rắn và sau đó thông qua một bộ lọc sinh học để xử lý các chất thải hòa tan trong nước. Các hệ thống lọc sinh học cung cấp một môi trường sinh sống cho vi sinh vật để chuyển đổi ammonia, đó là chất độc hại cho cá, thành nitrat, một chất dinh dưỡng dễ tiếp cận hơn cho cây. Quá trình này được gọi là quá trình nitrat hóa. Khi nước (có chứa nitrat và các chất dinh dưỡng khác) đi qua máng trồng cây, cây hấp thu các chất dinh dưỡng, và cuối cùng nước tinh khiết được trở về bể cá. Quá trình này cho phép cá, cây và vi sinh vật cộng sinh để phát triển và làm việc cùng nhau để tạo ra một môi trường phát triển tốt cho nhau, miễn là hệ thống được cân bằng đúng.
Trong aquaponics, nước thải nuôi trồng thủy sản được chuyển qua máng trồng cây và không thải ra môi trường, đồng thời trong quá trình này chất dinh dưỡng cho cây trồng được cung cấp từ một nguồn chi phí-hiệu quả và không dùng hóa chất. Việc tích hợp này loại bỏ một số những yếu tố không bền vững của nuôi trồng thủy sản tuần hoàn và các hệ thống thủy canh độc lập. Ngoài những lợi ích thu được bằng cách tích hợp
này, aquaponics đã chỉ ra rằng thực phẩm nó cung cấp (rau, củ, cá...) có thể so sánh với các hệ thống nuôi trồng thủy sản tuần hoàn và thủy canh lưu hồi.
Aquaponics có thể có hiệu quả hơn và khả thi về mặt kinh tế trong các tình huống nhất định, đặc biệt là nơi có đất và nước là hạn chế. Tuy nhiên, aquaponics là phức tạp và đòi hỏi chi phí ban đầu đáng kể. Sự gia tăng sản xuất phải tốn kém chi phí đầu tư cao hơn cần thiết để tích hợp hai hệ thống. Trước khi cam kết một hệ thống lớn hoặc đắt tiền, cần phải có một kế hoạch kinh doanh đầy đủ xem xét các khía cạnh về kinh tế, môi trường, xã hội và hậu cần.
Mặc dù chỉ có hai nhóm sản phẩm là cá và rau quả với sản lượng có thể nhìn thấy trong hầu hết các hệ aquaponic, tuy nhiên cần phải hiểu rằng aquaponics là quản lý của một hệ sinh thái hoàn chỉnh bao gồm ba nhóm sinh vật chính đó là: cá, cây và vi sinh vật.